# Blomkålssvamp
Blomkålssvamp (Sparassis Crispa), også kendt som kruset blomkålssvamp, er en almindelig forekommende blomkålssvamp i Danmark.